# 比例字体

（上）比例字体
（下）等宽字体

比例字体（英語：proportional font）是指字符不同则宽度不尽相同的电脑字体。与此相对，字符宽度相同的电脑字体称为等宽字体。
在传统西文活字印刷中使用的铅字，每个字母的字符宽度不太一样，如小写字母的i、j、l宽度明显较窄，而w、m明显较宽，但是这样做可以提高单词的可读性，这在铅字制作设计上称为比例字体。
东亚语言的电脑字体中，由于同时涵盖西文的半角文字字符，因此通常是比例字体和等宽字体两种类型混杂的局面。
Windows简体中文操作系统中，老版本的默认字体中易宋体全部是等宽字体（因此用中易宋体进行西文排版看起来很不自然），而Windows Vista的默认字体微软雅黑中，半角的西文部分是比例字体，全角字符是等宽字体。
近年来制作的数码版本的比例字体中，一般都含有较多的间距调整（Kerning）、斜体修正、合体字等信息。

## 电脑中的比例字体

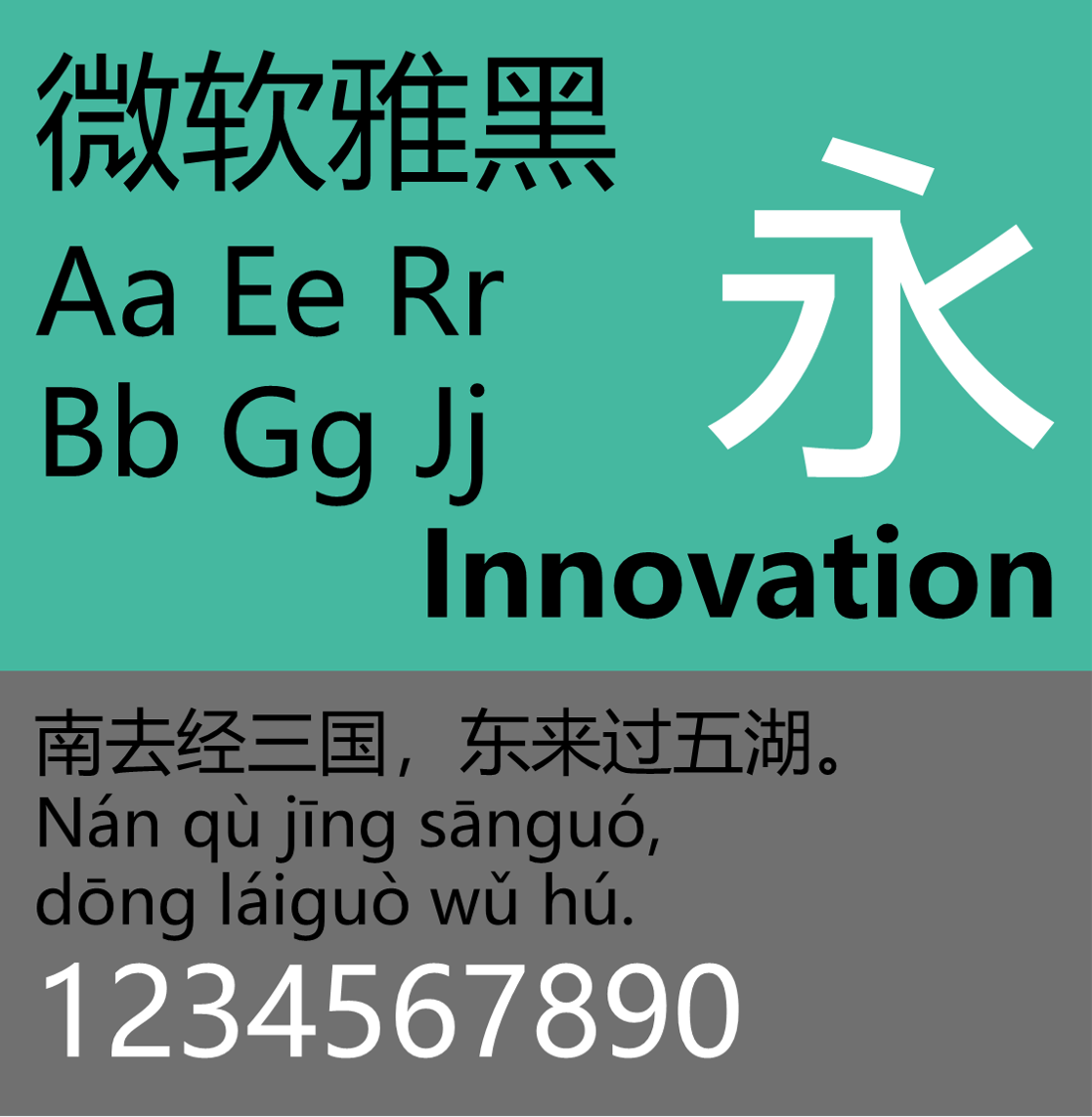
微软雅黑

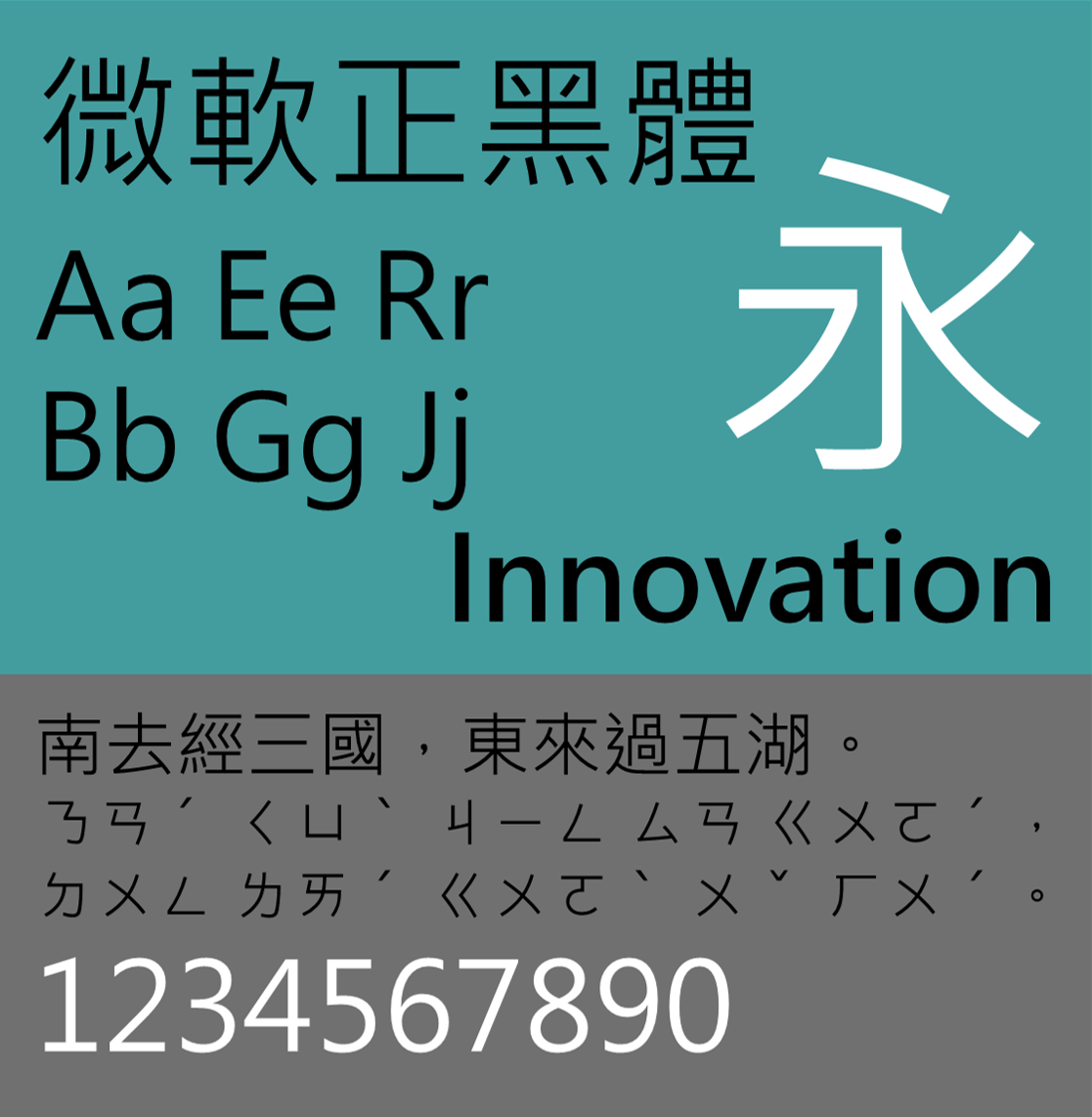
微软正黑体

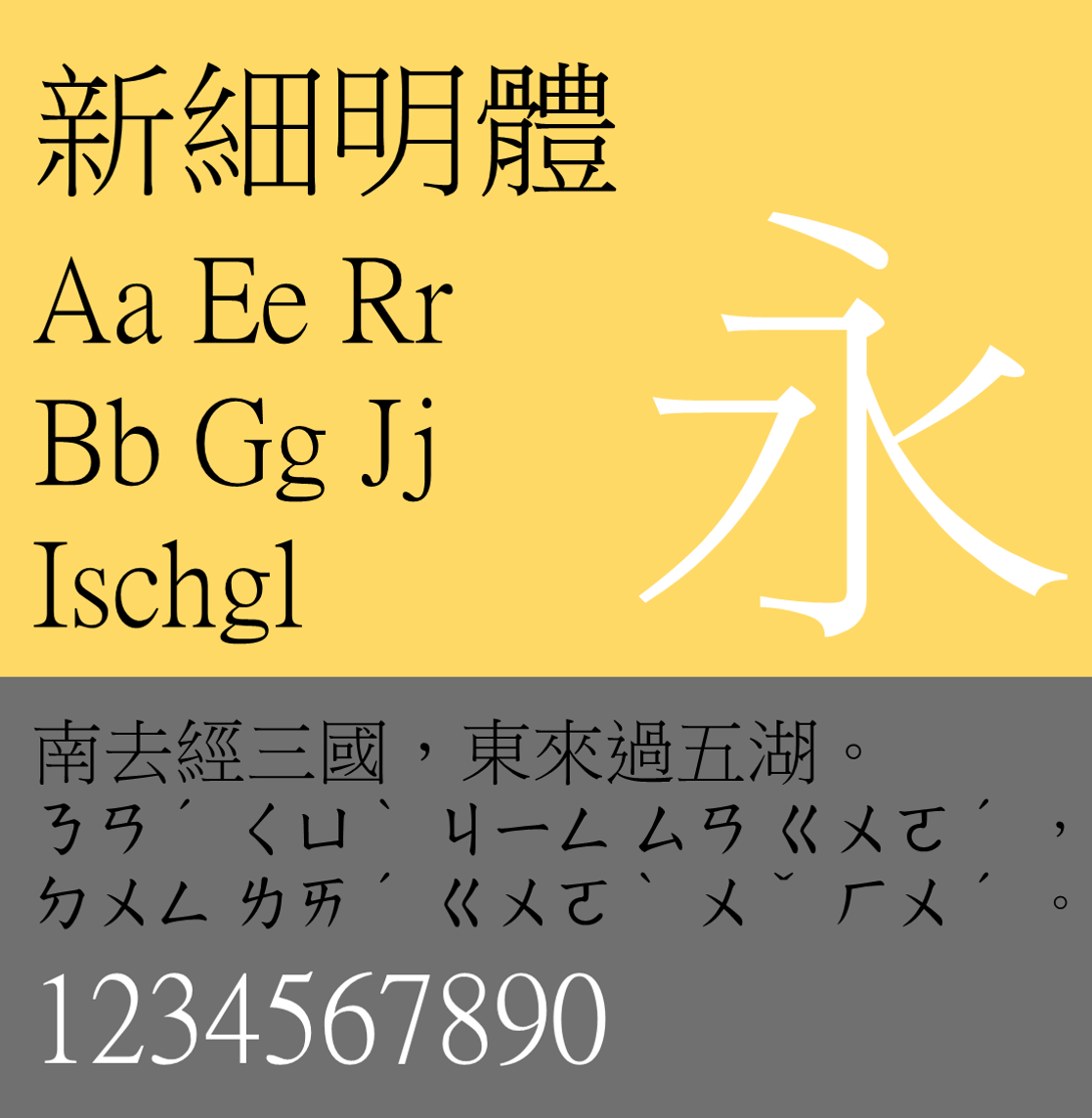
新细明体

以下仅为举例，根据操作系统环境的不同可能会有差异。

### 西文比例字体
- Linux英文字体
  - Bitstream
  - Century
- Macintosh英文字体
  - Helvetica
  - Times
  - Chicago
  - Geneva
- Microsoft Windows英文字体
  - Arial
  - Times New Roman

### 使用比例西文的 CJK 字体
- Linux日语字体
  - モナーフォント
  - IPA Pフォント
- Macintosh日语字体
  - Osaka
  - 平成明朝
- Windows中文字体
  - 微软雅黑
  - 微軟正黑體
  - 新细明体
- Windows日文字体
  - MS Pゴシック
  - MS P明朝